# Império Paleobabilônico
Babilônia (português brasileiro) ou Babilónia (português europeu) (em árabe: بابل, Babil; em acadiano: Bābili(m); em logograma sumério: KÁ.DINGIR.RAKI; em hebraico: בבל, Babel; em grego: Βαβυλών, Babylōn) ou também o Império Paleobabilônico foi uma cidade-Estado acadiana (fundada em 1 867 a.C. por uma dinastia amorita) na antiga Mesopotâmia, cujas ruínas são encontradas na atual cidade de Hila, na província Babil, atual Iraque, cerca de 85 km ao sul de Bagdá. A Babilônia, juntamente com a Assíria, ao norte, foi uma das duas nações acadianas que evoluíram após o colapso do Império Acádio, embora raramente tenham sido governadas por acádios nativos. Tudo o que resta da antiga e famosa cidade original da Babilônia é um monte, ou tel, de várias ruínas de edifícios de tijolos de barro e detritos na planície fértil da Mesopotâmia entre os rios Tigre e Eufrates. A própria cidade foi construída sobre o rio Eufrates e dividida em partes iguais ao longo de suas margens esquerda e direita, com taludes íngremes para conter as cheias sazonais do rio.

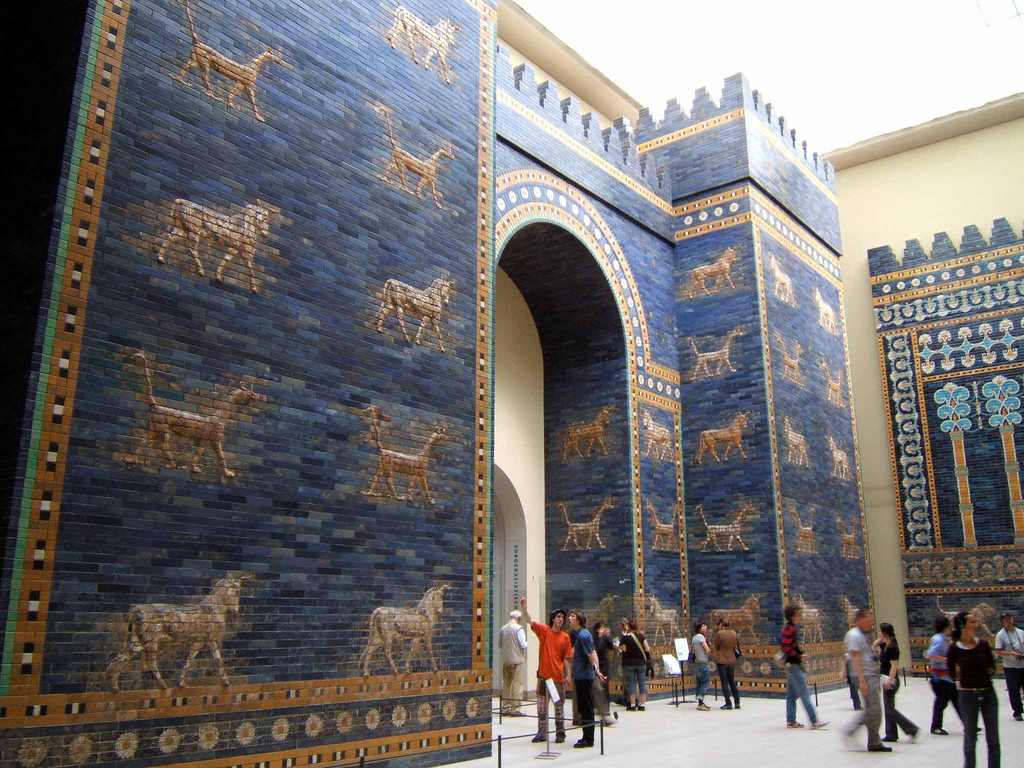
Reconstrução da Porta de Istar no Museu de Pérgamo, em Berlim, Alemanha

Recursos históricos disponíveis sugerem que a Babilônia foi primeiro uma pequena cidade que havia aparecido no fim do III milênio a.C. A cidade floresceu e alcançou a independência, com a ascensão da primeira dinastia Amorita da Babilônia, em 1 894 a.C. Afirmando ser a sucessora da antiga Eridu, Babilônia eclipsou Nipur como a "cidade santa" da Mesopotâmia, na época em que um rei amorita chamado Hamurábi criou o primeiro e curto Império Babilônico. Esse rapidamente dissolveu-se após a sua morte e a Babilônia passou longos períodos sob dominação assíria, cassita e elamita. A cidade novamente se tornou a sede do Segundo Império Babilônico de 612 a 539 a.C., que foi fundado por caldeus e cujo último rei foi um assírio. Os Jardins Suspensos da Babilônia foram uma das Sete Maravilhas do Mundo Antigo. Após sua queda, a Babilônia ficou sob dominação aquemênida, selêucida, parta, romana e sassânida. Foi dissolvida como uma província depois da conquista árabe-islâmica do século VII d.C.

## História
O Império da Babilónia, que teve um papel significativo na história da Mesopotâmia, foi provavelmente fundado em 1 950 a.C. O povo babilônico era muito avançado para a sua época, demonstrando grandes conhecimentos em arquitetura, agricultura, astronomia e direito. Iniciou sua era de império sob o amorita Hamurábi, por volta de 1 730 a.C., e manteve-se assim por pouco mais de mil anos. Hamurábi foi o primeiro rei conhecido a codificar leis, utilizando no caso, a escrita cuneiforme, escrevendo suas leis em tábuas de barro cozido, o que preservou muitos destes textos até ao presente. Daí, descobriu-se que a cultura babilônica influenciou em muitos aspectos a cultura moderna, como a divisão do dia em 24 horas, da hora em 60 minutos e daí por diante.
De entre os seus soberanos, o mais famoso foi Hamurábi (1792 a 1 750 a.C.) que nomeou governadores, unificou a língua, a religião e fundiu todos os mitos populares em um único livro: a Epopeia de Marduque – que era lido em todas as festas de seu reino. Também cercou sua capital, fortificando-a. O mais antigo e completo código de leis  que a história registra foi de realização sua: o Código de Hamurábi.
A expansão do Império se iniciou por volta de 1 800 a.C., logo, o rei Hamurábi unificou toda a região que ia da Assíria (no norte), à Caldeia (no sul). A partir dessa unificação, surgiu o Primeiro Império Babilônico.

## Código de Hamurábi
As leis do Código de Hamurábi, em resumo, seguiam um mesmo princípio: Olho por Olho, Dente por Dente, por exemplo:
- 218 – Se um médico fizer uma larga incisão com uma faca de operações e matar o paciente, suas mãos deverão ser cortadas;
- 219 – Se um médico fizer uma larga incisão no escravo de um homem livre, e matá-lo, ele deverá substituir o escravo por outro;
- 221 – Se um médico fizer curar um osso quebrado maleável do corpo humano, o paciente deverá pagar ao médico cinco siclos;
- 229 – Se um construtor construir uma casa para outrem, e não fizer a casa bem feita, e se a casa cair e matar seu dono, então o construtor será condenado à morte;
- 230 – Se morrer o filho do dono da casa, o filho do construtor deverá ser condenado à morte;